# 皮利皮-博里夫西基
48°30′1″N 28°20′49″E / 48.50028°N 28.34694°E
皮利皮-博里夫西基（烏克蘭語：Пилипи-Борівські），是烏克蘭的村落，位於該國西南部文尼察州，由圖利欽區負責管轄，始建於1750年，面積2.01平方公里，海拔高度253米，2001年人口680。